# Stazione di Castione dei Marchesi
La stazione di Castione dei Marchesi è una stazione ferroviaria posta sulla linea Cremona–Fidenza; serve il centro abitato di Castione Marchesi, frazione della città di Fidenza.

## Storia

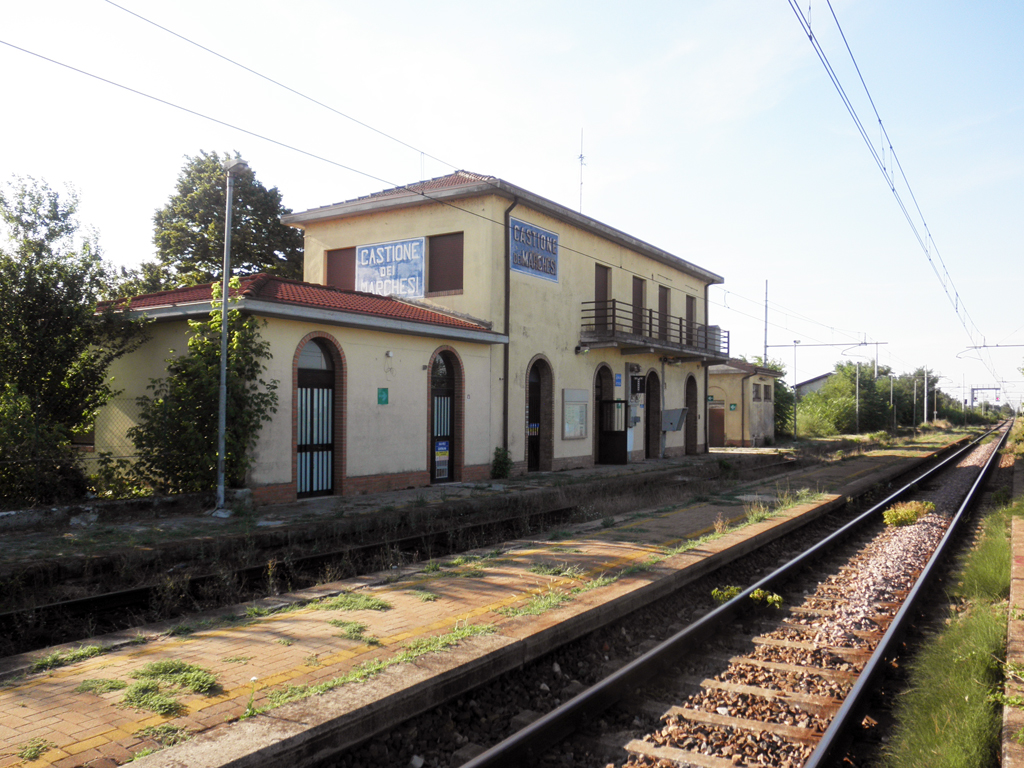
Il piazzale binari

La stazione fu inaugurata contestualmente all'attivazione della ferrovia Cremona-Fidenza, avvenuta il 12 settembre 1906.
Nel 1912 la concessione fu riscattata dallo Stato e la linea venne incorporata nella rete FS.
La trazione elettrica venne attivata il 27 maggio 1979.
Nel 2000, nell'ambito della riorganizzazione delle Ferrovie dello Stato, tutti gli impianti lungo la linea passarono al neocostituito gestore dell'infrastruttura Rete Ferroviaria Italiana.

## Strutture ed impianti
Il fabbricato viaggiatori è un edificio a due piani in stile razionalista. 
La stazione conta due binari per il servizio passeggeri. In passato, era presente un piccolo scalo merci, con annesso magazzino.

## Movimento
La stazione è servita da treni regionali svolti da Trenitalia Tper nell'ambito del contratto di servizio stipulato con la regione Emilia-Romagna.
A novembre 2019, la stazione risultava frequentata da un traffico giornaliero medio di circa 7 persone (3 saliti + 4 discesi).

## Servizi
La stazione è classificata da RFI nella categoria bronze.